# Потоцкий, Евстафий
Евстафий Потоцкий (1720 — 23 марта 1768) — государственный и военный деятель Речи Посполитой, полковник (1743) и генерал-майор (1752) коронных войск, чашник великий коронный (1754), генерал литовской артиллерии (1759), староста дубенский (1731), грабовецкий, уржендовский и тлумацкий (1738), староста львовский (1762—1767).
Представитель знатного польского магнатского рода Потоцких герба «Пилява».

## Биография
Старший сын старосты грабовецкого и тлумацкого Ежи Потоцкого (ум. 1747) от второго брака с Констанцией Друцкой-Подберезской (ум. 1730). Внук гетмана великого коронного Феликса Казимира Потоцкого (1630—1702).
В детстве (1731 год) получил должность старосты дубенского. Учился в иезуитском коллегиуме в Люблине, в молодости путешествовал по Германии и Франции.
В 1740 году Евстафий Потоцкий был избран послом на сейм от Подольского воеводства. Будучи сторонником республиканской партии, являлся противником партии Чарторыйских. При поддержке Франции пытался организовать шляхетскую конфедерацию против русских войск, находившихся на территории Речи Посполитой. В 1746 году был избран послом на сейм от Галицкой земли. В 1743 году получил чин полковника коронной армии, а в 1752 году стал генерал-майором, затем стал генерал-лейтенантом народной кавалерии и ротмистром панцирной хоругви.
В 1750 году Евстафий Потоцкий был избран послом на сейм от Люблинского воеводства, в 1754 году получил должность чашника великого коронного. В том же самом году был избран маршалком Коронного Трибунала в Люблине. 16 декабря 1754 году стал кавалером Ордена Белого Орла. С 1757 года являлся казначеем французской партии в Речи Посполитой. В 1759 году получил чин генерала литовской артиллерии. В 1762 году основал в Варшаве юридику (микрорайон) Мариенштат, который был назван в честь его жены.
В 1764 году Евстафий Потоцкий был избран маршалком конвокации Люблинского воеводства, был противником избрания на польский трон Станислава Августа Понятовского вмешательства России во внутренние дела Речи Посполитой. Будучи избранным послом на конвокационный сейм, 7 мая 1764 года подписал манифест, в котором признал незаконным нахождение русских войск в Варшаве. В том же году вынужден был признать Станислава Понятовского новым королём Речи Посполитой.
В 1764 году Евстафий Потоцкий был избран маршалком Люблинского воеводства в конфедерации Чарторыйских. В 1762—1767 годах — староста львовский. После ухода из политической жизни занимался хозяйством в своих многочисленных имениях на Люблинщине. В Серниках основал приходской костёл, последние годы провёл в Радзыне-Подляском, где между 1749—1750 годов возвёл великолепный дворец с садами по проекту известного польского архитектора Якуба Фонтаны.

## Семья
В 1741 году женился на Марианне Контской (ум. 1768), от брака с которой имел пять сыновей и одну дочь:
- Каетан Потоцкий (ум. до 1803), староста уржендовский и корытницкий, ротмистр панцирный
- Игнацы Потоцкий (1750—1809), маршалок Постоянного Совета (1778—1782), писарь великий литовский (1773), маршалок надворный литовский (1783), маршалок великий литовский (1791—1794)
- Ежи Михаил Потоцкий (1753 — после 1792), староста тлумацкий
- Ян Непомуцен Эрик Потоцкий (ум. после 1815), бригадир народной кавалерии
- Станислав «Костка» Потоцкий (1755—1821), подстолий великий коронный (1781), генерал коронной артиллерии (1792), председатель Государственного Совета и Совета Министров Варшавского герцогства (1807)
- Сесилия Урсула Потоцкая (1747—1772), жена с 1767 года мечника великого литовского и воеводы волынского, князя Иеронима Януша Сангушко (ок. 1743—1812)